# Cimetière Saint-Léonce de Fréjus
Le cimetière Saint-Léonce de Fréjus est le cimetière municipal ancien de la ville de Fréjus dans le Var. Il se trouve dans le centre-ville, place Saint-Léonce. Il est ombragé de cyprès et sa partie ancienne comporte d'imposants tombeaux de famille. On remarque plusieurs tombes des victimes de la catastrophe du barrage de Malpasset en 1959. Il possède un petit carré militaire.

## Personnalités
- Gustave Bret (1875-1969), compositeur
- Paul Bret, peintre, fils du précédent
- Carolus-Duran (1837-1917), peintre académique et portraitiste, avec son épouse la miniaturiste Pauline Croizette (1839-1912)
- André Léotard (1907-1975), maire de Fréjus
- François Léotard (1942-2023), ministre et député, fils du précédent[3]
- Paul Roux (1921-1991), romaniste et provençaliste